# 水野忠隣
水野 忠隣（みずの ただちか、享保20年（1735年） - 安永7年5月9日（1778年6月3日））は、江戸時代中期の旗本。旗本水野忠照の次男。通称は勝五郎。室は水野忠穀（忠照の弟）の娘。
父の家督を継いでいた兄の忠卿が宝暦元年（1751年）に18歳で早世したため、宝暦2年（1752年）3月6日家督を相続し、同月18日、将軍徳川家重に拝謁する。宝暦3年（1754年）12月14日中奥の番士となり、明和2年（1765年）6月15日小十人頭に転ずる。明和7年（1770年）3月16日新番頭に移り、安永5年（1776年）将軍徳川家治の日光東照宮参詣に供奉する。
安永7年（1778年）没する。享年44。法名は利廓。
旗本岡野知暁の次男（吉太郎、後の水野忠成）を養子とするが、宗家の水野忠友の養子に転じ沼津藩主を継承したため、忠成の次男である忠紹（午之助）が、采地の信濃国佐久郡2000石（根々井知行所）を相続。その後は忠寛（旗本から沼津藩主を継ぐ）、忠明（出仕せず）、忠敬（旗本から沼津藩主を継ぐ）、忠善（春四郎）と続いて明治維新を迎えた。